# Arzak Rhapsody
Arzak Rhapsody ist eine französische 14-teilige surreale Zeichentrickserie des französischen Künstlers Jean 'Moebius' Giraud aus dem Jahr 2003, die den Genres Science Fiction oder Fantasy zugeordnet werden kann. Arzak Rhapsody ist die einzige Film- bzw. Videoproduktion, in der Charaktere aus Moebius' zeichnerischem Werk vorkommen.

## Inhalt
Bei dem namensgebenden Protagonisten Arzak (auch Harzack oder Arzach, der Künstler hat den Namen selbst gelegentlich variiert) handelt es sich um einen der ältesten und zentralen, immer wiederkehrenden Charaktere aus Moebius' Zeichnungen und Comics. Neben Arzak, dem einsam auf seinem fantastischen Flugtier durch die Wüste „B“ reisenden Einzelgänger, tauchen auch andere bekannte Figuren und Objekte aus Moebius' fantastischen Welten in der Serie auf.

## Produktion und Veröffentlichung
Arzak Rhapsody wurde von der Firma Wolfland Pictures für den französischen Fernsehsender France 2 produziert. Moebius war sowohl für das grafische Design als auch das Drehbuch verantwortlich. Die Musik komponierte Zanpano, Art Director war Alexandre Brillant. Die 14 Folgen haben eine Länge von je 3½ Minuten und wurden in der eigentlich für Webanwendungen konzipierten Flash-Technik erstellt.
Veröffentlicht wurde die Serie erstmals am 10. November 2003 in Spanien auf DVD. Ab dem 30. Dezember 2003 wurde sie von France 2 im französischen Fernsehen gezeigt. Sie wurde auch auf Spanisch, Italienisch, Japanisch, Englisch und Russisch veröffentlicht.

## Synchronisation
| Charakter                    | Französischer Sprecher |
| ---------------------------- | ---------------------- |
| Delano                       | Michel Bonnet          |
| Arzak                        | Bruno Devoldère        |
| King                         | Raoul Delfosse         |
| Le Souricier, Le Petit robot | Laurent David          |